# برايان دو
برايان دو هو سياسي أسترالي، ولد في 26 يناير 1862، وتوفي في 16 أبريل 1941. انتخب عضو الجمعية التشريعية لنيو ساوث ويلز ‏.